# Lubawka
Lubawka est une ville de Pologne, située dans la voïvodie de Basse-Silésie. Elle est le siège de la gmina de Lubawka, dans le powiat de Kamienna Góra.

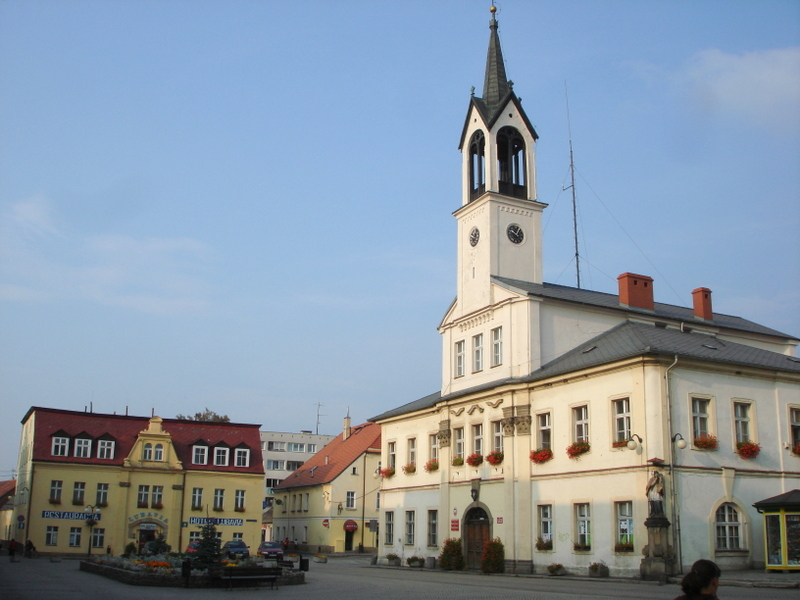
Mairie

## Histoire
De 1816 à 1945, Liebau-en-Silésie fait partie de l'arrondissement de Landeshut-en-Silésie dans la district de Liegnitz au sein de la province de Silésie.